# أناتولي ديميانينكو

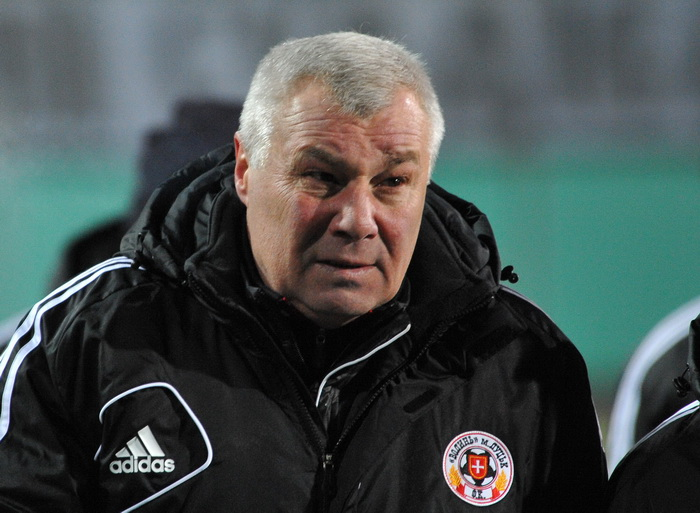
أناتولي ديميانينكو

أناتولي ديميانينكو (بالأوكرانية:Анатолiй Дем'яненко)، من مواليد 19 فبراير 1959، لاعب كرة قدم سوفيتي سابق، ومدرب كرة قدم أوكراني حالي.
لعب مع منتخب الاتحاد السوفيتي لكرة القدم.

## وصلات خارجية
- أناتولي ديميانينكو على موقع الاتحاد الدولي (مؤرشف)  (الإنجليزية)
- أناتولي ديميانينكو على موقع الاتحاد الأوربي (الإنجليزية)
- أناتولي ديميانينكو على موقع اتحاد أوكرانيا (الإنجليزية)
- أناتولي ديميانينكو على موقع قاعدة بيانات كرة القدم.إي يو (الإنجليزية)
- أناتولي ديميانينكو على موقع بيانات كرة القدم. دي إي (الألمانية)
- أناتولي ديميانينكو على موقع ناشيونال فوتبول تيمز (الإنجليزية)
- أناتولي ديميانينكو على موقع عالم كرة القدم.نت (الإنجليزية)